# Astoria (jeu)
Pour les articles homonymes, voir Astoria.
Astoria est un jeu de société créé en 2006 par Christophe Finas. Il est édité par Rôle et Stratégie Editions.
De 2 à 6 joueurs pour environ 45 min.
Il contient 2 versions de jeu : la version Laboratoire et la version Epique.

## Règle du jeu
A renseigner.